# 尤里卡 (堪薩斯州)
尤里卡（英語：Eureka）是一個位於美國堪薩斯州格林伍德縣的城市。同時該地也是格林伍德縣的縣治。

## 地方資料
尤里卡的座標為37°49′22″N 96°17′22″W / 37.82278°N 96.28944°W，而該地的海拔高度為329米（即1079英尺）。根據2020年美國人口普查，該地共人口2332人，而該地的面積約為5.93平方千米。